# Università statale di San Diego
L'Università statale di San Diego (o San Diego State University) è un'università statunitense pubblica con sede a San Diego, in California.

## Storia
L'università fu fondata il 13 marzo 1897 come San Diego Normal School, nel corso della propria storia l'ateneo è stato soggetto a vari cambi di nome (San Diego State Teachers College, San Diego State College e California State University, San Diego), sino ad assumere l'attuale denominazione soltanto nel 1970.

## Sport
Gli Aztecs, che fanno parte della NCAA Division I, sono affiliati alla Mountain West Conference. La pallacanestro e il football americano sono gli sport principali, le partite interne vengono giocate al Snapdragon Stadium e indoor alla Viejas Arena.

### Pallacanestro
San Diego State è uno dei college che solo negli ultimi anni si sta affermando nella pallacanestro, conta 11 apparizioni nella post-season, i migliori risultati sono l'arrivo nelle Sweet Sixteen nel torneo del 2011 e del 2014.